# Финал чемпионата мира по хоккею с шайбой 2016
Финал чемпионата мира по хоккею с шайбой 2016 был сыгран 22 мая 2016 года на Ледовом дворце ВТБ в Москве, Россия. В финале встретились сборные Финляндии и Канады.
Золотые медали чемпионата завоевала сборная Канады, обыграв команду соперника со счётом 2:0 в основное время.

## Перед матчем

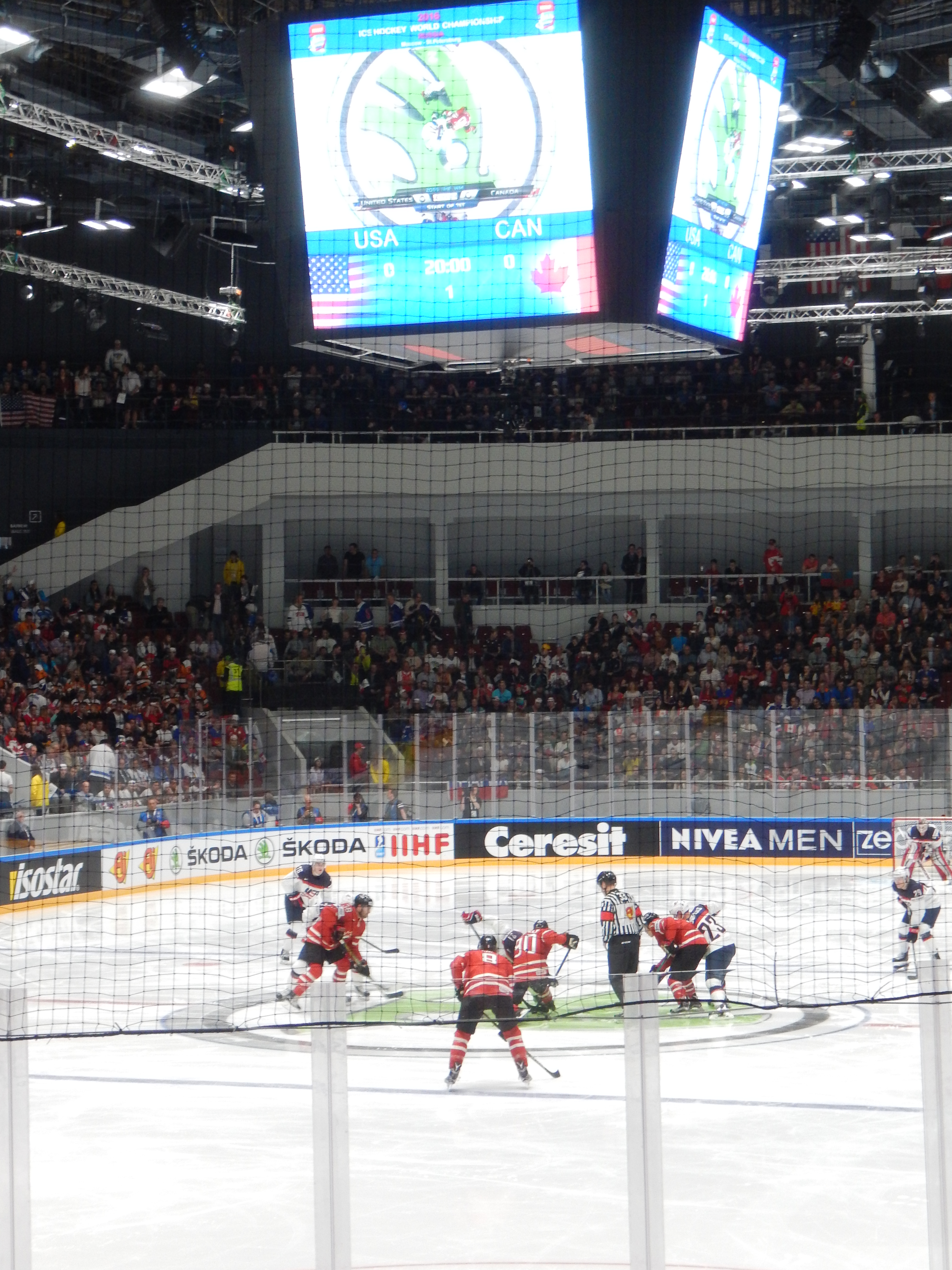
Первое вбрасывание чемпионата мира — стартовый матч для «Кленовых листьев» на чемпионате против сборной США.

Сборная Канады являлась действующим чемпионом мира, и, соответственно одним из главных претендентов на золотые медали. Групповой этап канадская команда прошла, одержав 6 побед в семи матчах, и сенсационно проиграв в решающей игре сборной Финляндии 4:0.
Финны играли групповой этап не менее уверенно, выиграв все матчи группы в основное время. После разгромной победы над Канадой, финны заняли первое место в группе.
В четвертьфинале сборная Канады разгромила шведов 6:0; финны встретили достойное сопротивление от сборной Дании, которое, впрочем, закончилось со второй шайбой финнов — Финляндия выиграла 5:1. В первом полуфинале Канада попала на сборную США, которая, в свою очередь, с большим трудом прошла чехов, одержав победу лишь в серии буллитов. Канадцы повели в матче 2:0, однако во втором периоде сбавили темп, что позволило американцам сначала сократить отставание, потом сравнять счёт, а ещё чуть позднее даже выйти вперёд — 2:3. Однако шайба канадцев в конце второго периода, сравнявшая счёт, несколько поменяла характер игры в третьем периоде: канадцам удалось забить четвёртый гол, и удержать минимальное преимущество до конца встречи, несмотря на упорное сопротивление США (особенно в концовке третьего периода).
Финны же попали на  хозяев турнира - сборную России, которая обыграла в четвертьфинале немцев 4:1. Россияне открыли счёт и команды ушли на первый перерыв со счётом 1:0 в пользу сборной России. Однако ударный второй период в исполнении сборной Финляндии практически не оставил шансов России: во втором периоде финны забили трижды. Несмотря на попытки изменить счёт, третий период остался без голов, итоговый счёт — 1:3.
Перед финальным матчем прогнозы специалистов разнились: многие делали фаворитом сборную Финляндии, основываясь на матче группового этапа; в то же время некоторые эксперты заявляли, что Канада сознательно проиграла Финляндии в групповом матче, чтобы не попасть на сборную России в полуфинале.

## Матч
С самого начала матча сборная Канады больше владела шайбой, наносила больше ударов в створ. Счёт в матче открыл Коннор Макдэвид, забив свой первый гол на турнире в середине первого периода. Несмотря на обилие моментов и удалений у обеих сторон, за оставшиеся сорок минут забить никому не удалось. За полторы минуты до конца игры финны заменили вратаря на шестого игрока, но и этого оказалось недостаточно — более того, менее чем за секунду до конца игры финны получили вторую шайбу, уже в пустые ворота — окончательный счёт установил Мэтт Дюшен: 2:0.

## Дорога к финалу
| Финляндия  | Финляндия | Раунд                | Канада     | Канада    |
| ---------- | --------- | -------------------- | ---------- | --------- |
| Оппонент   | Результат | Предварительный этап | Оппонент   | Результат |
| Белоруссия | 6–2       | Игра 1               | США        | 5–1       |
| Германия   | 5–1       | Игра 2               | Венгрия    | 7–1       |
| США        | 3–2       | Игра 3               | Белоруссия | 8–0       |
| Венгрия    | 3–0       | Игра 4               | Германия   | 5–2       |
| Франция    | 3–1       | Игра 5               | Словакия   | 5–0       |
| Словакия   | 5–0       | Игра 6               | Франция    | 4–0       |
| Канада     | 4–0       | Игра 7               | Финляндия  | 0–4       |
| Оппонент   | Результат | Плей-офф             | Оппонент   | Результат |
| Дания      | 5–1       | Четвертьфиналы       | Швеция     | 6–0       |
| Россия     | 3–1       | Полуфиналы           | США        | 4–3       |

## Матч
Время местное (UTC+3).
| 22 мая 2016 20:45 | Финляндия | 0 : 2 (0:1 0:0 0:1) | Канада | ВТБ Ледовый дворец, Москва Зрителей: 11 509 |

| Отчёт | Отчёт          | Отчёт                                                                     | Отчёт      | Отчёт                                                                           |
| ----- | -------------- | ------------------------------------------------------------------------- | ---------- | ------------------------------------------------------------------------------- |
|       |                |                                                                           |            |                                                                                 |
|       | Микко Коскинен | Вратари                                                                   | Кэм Тэлбот | Судьи: Роман Гофман Тобиас Верли Линейные судьи: Глеб Лазарев Фрэйзер Макинтайр |
|       | Голы:          |                                                                           |            | Судьи: Роман Гофман Тобиас Верли Линейные судьи: Глеб Лазарев Фрэйзер Макинтайр |
|       | 0 : 1 0 : 2    | 11:24 — Коннор Макдэвид (М. Дюшен) 59:59 — Мэтт Дюшен (п.в.) (Б. Маршанд) |            | Судьи: Роман Гофман Тобиас Верли Линейные судьи: Глеб Лазарев Фрэйзер Макинтайр |
|       |                |                                                                           |            | Судьи: Роман Гофман Тобиас Верли Линейные судьи: Глеб Лазарев Фрэйзер Макинтайр |
|       |                |                                                                           |            | Судьи: Роман Гофман Тобиас Верли Линейные судьи: Глеб Лазарев Фрэйзер Макинтайр |
|       |                |                                                                           |            | Судьи: Роман Гофман Тобиас Верли Линейные судьи: Глеб Лазарев Фрэйзер Макинтайр |
| 6 мин | Штраф          | 8 мин                                                                     |            | Судьи: Роман Гофман Тобиас Верли Линейные судьи: Глеб Лазарев Фрэйзер Макинтайр |
|       |                |                                                                           |            |                                                                                 |
|       | 16             | Броски                                                                    | 33         |                                                                                 |

| Чемпион мира по хоккею с шайбой 2016 |
| Канада Двадцать шестой титул         |

## Интересные факты
- Получив золотую медаль, капитан сборной Канады Кори Перри стал членом Тройного золотого клуба — клуба обладателей золотых медалей чемпионата мира, Олимпийских игр и Кубка Стэнли
- Игрок сборной Канады Коннор Макдэвид стал самым юным обладателем золотых медалей в истории чемпионатов мира.